# Peter Hänni (Jurist)
Peter Hänni (* 16. September 1950 in Forst bei Thun) ist ein Schweizer Rechtswissenschaftler.

## Leben
Nach seinen rechtswissenschaftlichen Studien und der Erlangung des Rechtsanwaltspatents von 1987 bis 1992 als Geschäftsführer der ch Stiftung für eidgenössische Zusammenarbeit in Solothurn tätig. Seit 1992 war er ordentlicher Professor für Staats- und Verwaltungsrecht an der Rechtswissenschaftlichen Fakultät der Universität Fribourg. Von 2000 bis 2003 war er dort zudem Dekan.

## Schriften (Auswahl)
- Schweizerisches Europarecht. Sämtliche relevanten Erlasse zum schweizerischen Europarecht mit Anmerkungen. Zürich 2007, ISBN 3-280-07131-3.
- mit Andreas Stöckli: Schweizerisches Wirtschaftsverwaltungsrecht. Bern 2013, ISBN 978-3-7272-8679-7.
- Planungs-, Bau- und besonderes Umweltschutzrecht. Bern 2016, ISBN 3-7272-8488-9.
- Personalrecht des Bundes. Basel 2017, ISBN 3-7190-3734-7.